# FA-MAS Type 62
Le FA-MAS Type 62 est un fusil d'assaut de 7,62 × 51 mm OTAN développé par l’armée française en remplacement du MAS-49/56. Ce fut le dernier d'une série de 40 prototypes de différents fusils conçus entre 1952 et 1962,. Il ressemble au FN FAL. Cependant, l'introduction de la cartouche de 7,62 × 51 mm OTAN a amené les Français à repenser leur approche et le projet a finalement été annulé. 

## Caractéristiques
Il est doté d'une crosse en bois, la construction est en tôle emboutie noircie pour protéger de la corrosion et ne pas refléter la lumière. La baïonnette du type 62 a par la suite été adoptée pour le fusil FAMAS conçu dans les années 1970.

## Modèles précédents

### Type-55
Le MAS-55 a son piston à gaz sous son canon et fonctionnait de la même manière que le modèle FM1924/29 mitrailleuse légère mais s'est révélé être un fusil lourd pour son type.

### Type-56
Le Type-56 était une alternative plus simple que le modèle Type-55 et était plus proche de la version FN FAL.

### Type-59
Le Type-59 disposait d'une crosse et d'une poignée améliorées. Il était également équipé d'une crosse pliante, d'un bipied et d'un viseur infrarouge comme le modèle AP61.